# Bečvář (månekrater)
Bečvář 1)er et nedslagskrater på Månen. Det befinder sig nær ækvator på Månens bagside og er opkaldt efter den tjekkoslovakiske astronom Antonín Bečvář (1901 – 1965).
Navnet blev officielt tildelt af den Internationale Astronomiske Union (IAU) i 1970. 
Krateret observeredes første gang i 1965 af den sovjetiske rumsonde Zond 3.
1) Ved søgning på internetsider almindeligvis translittereret til Becvar 

## Omgivelser
Krateret ligger nordøst for Nechokrateret og inden for dette kraters strålesystem. Mod nord-nordøst ligger Gregorykrateret. 

## Karakteristika
Dette er et nedslidt, eroderet kratersystem med få småkratere liggende på kraterbunden og over kraterranden. Et dobbeltkrater, hvoraf "Bečvář Q" udgør det nordvestlige af parret, dækker den sydvestlige rand. Krateret "Bečvář X" er forbundet med den nordlige rand.

## Satellitkratere
De kratere, som kaldes satellitter, er små kratere beliggende i eller nær hovedkrateret. Deres dannelse er sædvanligvis sket uafhængigt af dette, men de får samme navn som hovedkrateret med tilføjelse af et stort bogstav. På kort over Månen er det en konvention at identificere dem ved at placere dette bogstav på den side af satellitkraterets midte, som ligger nærmest hovedkrateret. Bečvářkrateret har følgende satellitkratere:
| Bečvář | Længde | Bredde   | Diameter |
| ------ | ------ | -------- | -------- |
| D      | 1,5° S | 126,5° Ø | 15 km    |
| E      | 2,0° S | 127,8° Ø | 15 km    |
| J      | 3,6° S | 126,6° Ø | 45 km    |
| Q      | 2,9° S | 124,0° Ø | 28 km    |
| S      | 3,0° S | 121,1° Ø | 14 km    |
| T      | 1,8° S | 121,9° Ø | 27 km    |
| X      | 0,6° S | 124,2° Ø | 26 km    |

## Måneatlas
- Billeder af Becvarkrateret i LPI-måneatlasset